# Hosten
Hosten település Németországban, Rajna-vidék-Pfalz tartományban. Lakosainak száma 175 fő (2023. december 31.).

## Népesség
A település népességének változása:
| Lakosok száma | 192  | 181  | 174  | 183  | 181  | 175  |
|               | 1975 | 2017 | 2019 | 2021 | 2022 | 2023 |